# Жемайтський кінь
Жемайтський кінь (лит. Žemaitukai) — порода коней із Литви, одна з найстаріших в Європі, поява якої датується 6-7 століттями. Назва — від найменування регіону на північному заході Литви — Жемайтії. Висота у холці 131—141 см. Використовувався литовцями як бойовий кінь під час Північних хрестових походів. Походження породи достеменно не з'ясовано. Популярна свого часу порода у 20 столітті була доведена до межі вимирання через зміни у потребах сільського господарства та Другу світову війну. Станом на 2010 рік загальна чисельність коней оцінювалась в 400 особин.